# Crach
Crac'h is een gemeente in het Franse departement Morbihan in de regio Bretagne en maakt deel uit van het arrondissement Lorient. De gemeente telde 3.458 inwoners op 1 januari 2022.

## Geografie
De oppervlakte van Crach bedraagt 30,54 vierkante kilometer; Op 1 januari 2022 was de bevolkingsdichtheid 113,2 inwoners per km².

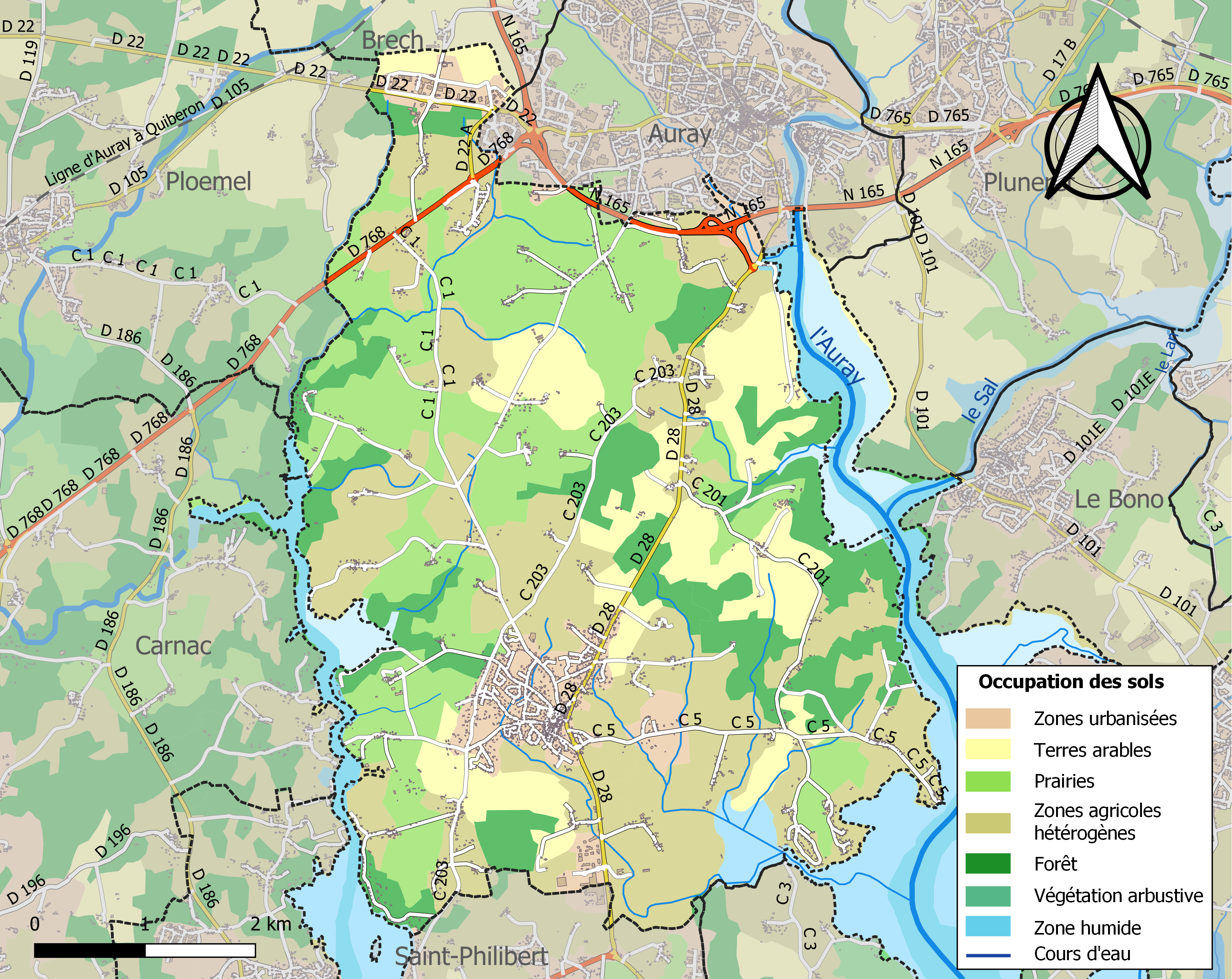
Kaart van de gemeente met de belangrijkste infrastructuur, bodemgebruik en omliggende gemeenten

## Demografie
Onderstaande figuur toont het verloop van het inwonertal.
Auray · Crach · Locmariaquer · Plumergat · Pluneret · Sainte-Anne-d'Auray · Saint-Philibert